# Сендімір
Сендімі́р (рос. Сендимир, чув. Сентимĕр) — присілок у Чувашії Російської Федерації, у складі Орінінського сільського поселення Моргауського району.
Населення — 223 особи (2010; 197 в 2002, 300 в 1979; 131 в 1939, 96 в 1926, 127 в 1897, 96 в 1858).

## Історія
Історичні назви — Сандімір, Сендімеркаси. Утворився як виселок присілку Велика Арініна (Семенькаси), потім як околоток села Архангельське (Орініно). До 1866 року селяни мали статус державних, займались землеробством, тваринництвом, слюсарством, ковальством, пекарством, виробництвом одягу. 1932 року створено колгосп «Червоне знам'я». До 1920 року присілок перебував у складі Акрамовської волості Козьмодемьянського, до 1927 року — у складі Чебоксарського повіту. 1927 року присілок переданий до складу Татаркасинського, 1939 року — до складу Сундирського, 1944 року — до складу Моргауського, 1959 року — повернуто до складу Сундирського, 1962 року — до складу Чебоксарського, 1964 року — до складу Моргауського району. 1963 року до складу присілка приєднано присіли Корлуй та Чиржі.